# Вільямартін-де-Дон-Санчо
Вільямартін-де-Дон-Санчо (ісп. Villamartín de Don Sancho) — муніципалітет в Іспанії, у складі автономної спільноти Кастилія-і-Леон, у провінції Леон. Населення — 152 особи (2010).
Муніципалітет розташований на відстані близько 260 км на північний захід від Мадрида, 42 км на схід від Леона.

## Демографія
Динаміка населення (INE ):

## Галерея зображень

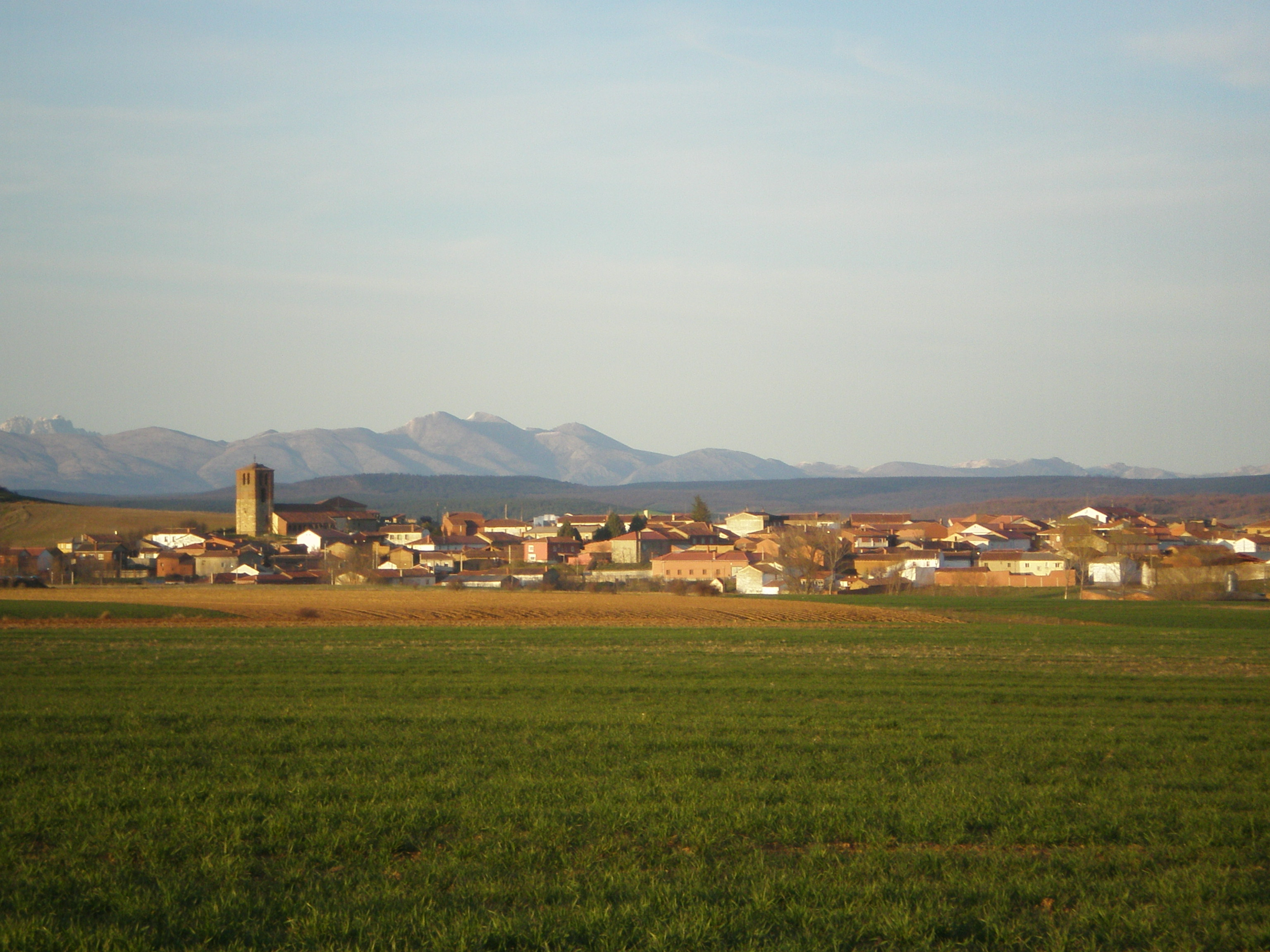
Вільямартін-де-Дон-Санчо
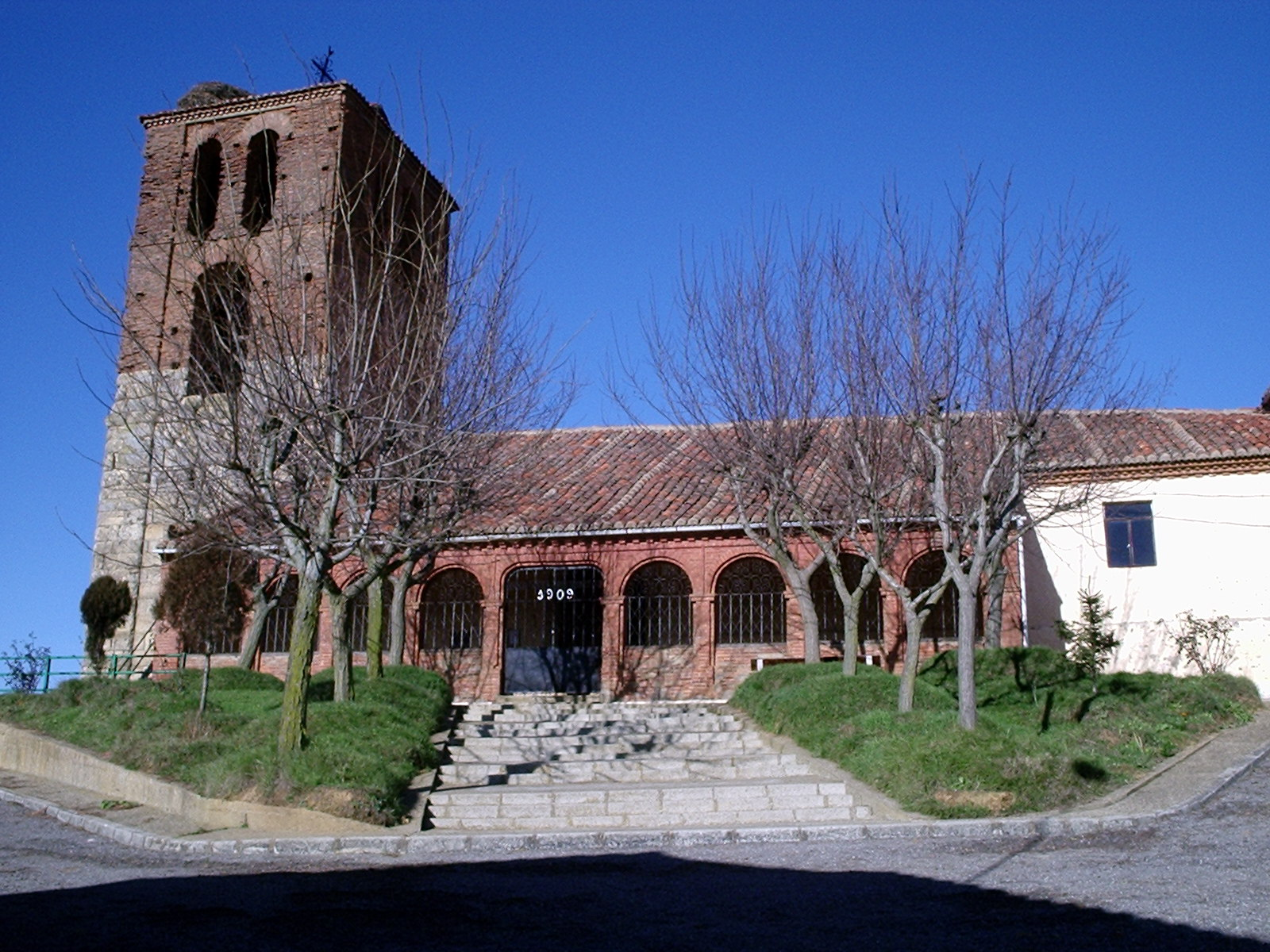
Церква Дульсе-Номбре-де-Марія